# Pteraeolidia ianthina

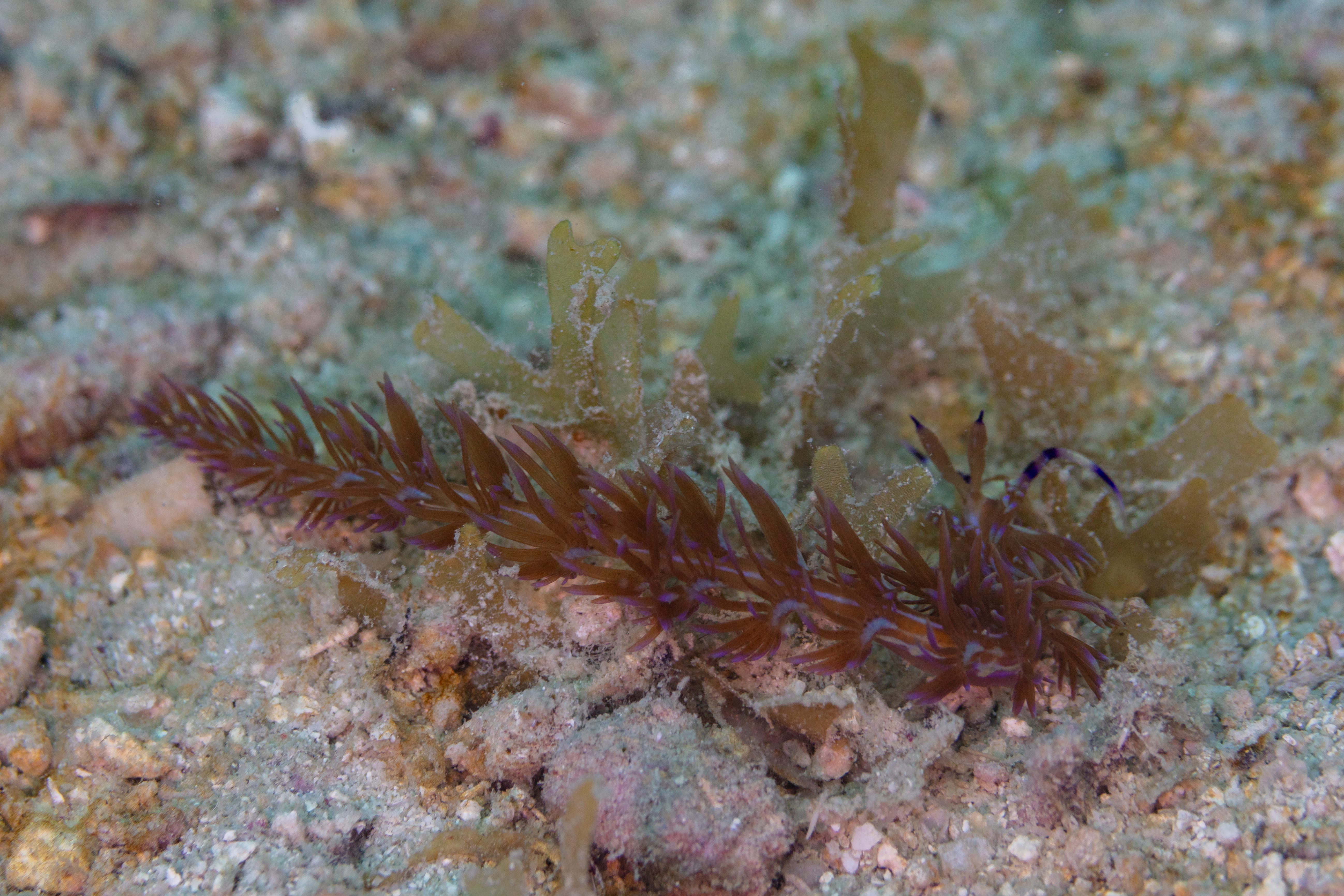
Exemplar de coloração castanha

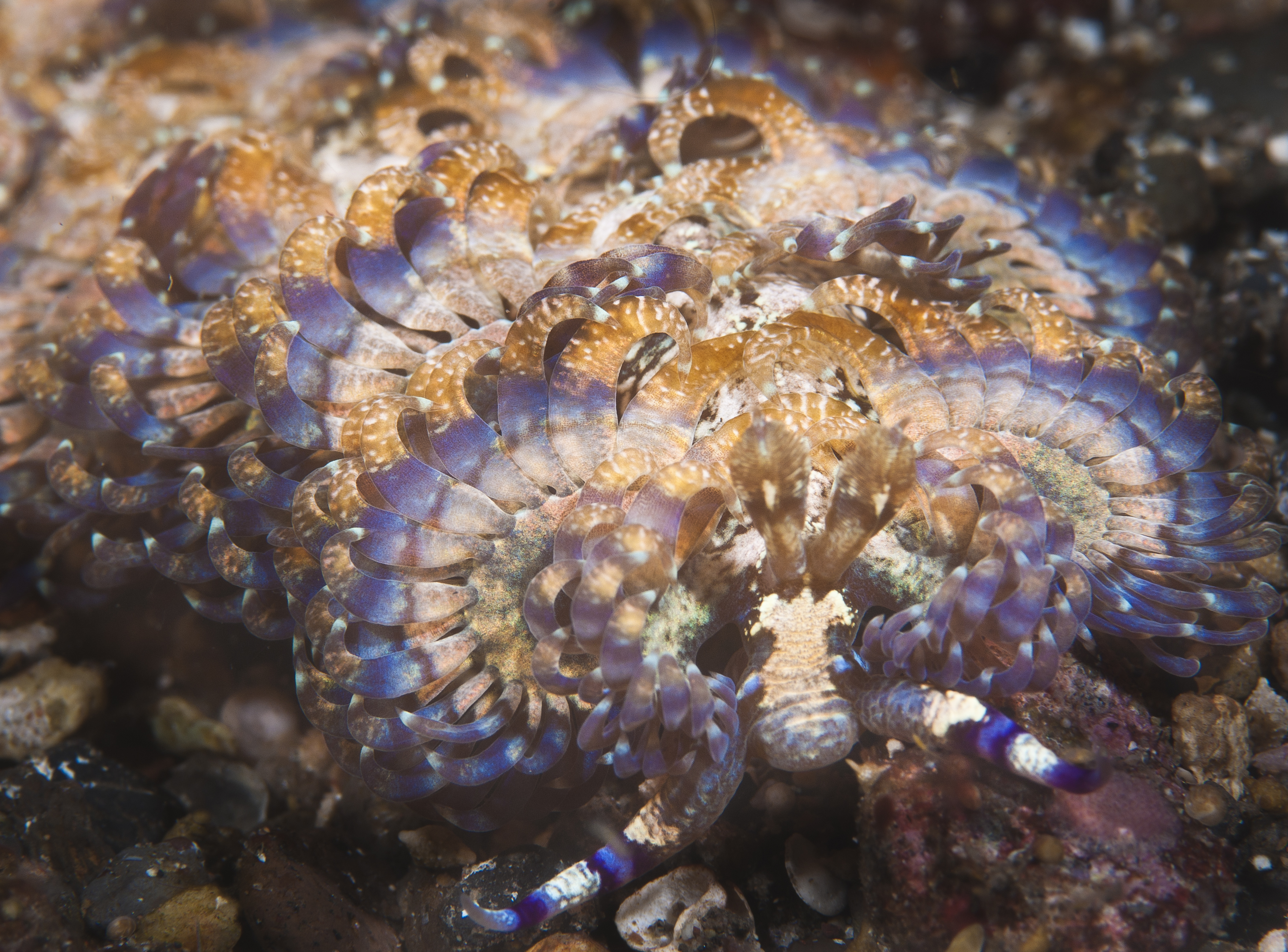
Vista anterior do nudibrânquio Pteraeolidia ianthina.

Pteraeolidia ianthina (Angas, 1864) é uma espécie de gastrópode nudibrânquio, a marinho da família Facelinidae de lesmas-do-mar . A espécie tem a sua área de distribuição natural repartida por diversos habitats costeiros e pelos recifes de coral do sudoeste do Pacífico, desde o Hawaii às Filipinas, ao nordeste da Austrália e à Nova Zelândia.

## Descrição
Pteraeolidia ianthina é uma das mais comuns e conhecidas espécies de eolídio (Aeolidida) do Pacífico tropical, frequentemende designado pelo nome comum de dragão-azul ("blue dragon") na costa leste da Austrália, pela sua coloração dominante e semelhança com um dragão chinês. É um dos nudibrânquios mais comuns nas águas costeiras da costa leste australiana e na Grande Barreira de Coral, vivendo na zona eufótica até aos 30 m de profundidade.
O animal tem um corpo elongado, com cerca de 7 cm de comprimento, recobertos por múltiplos grupos de longos espinhos (cerata) implantados ao longo do comprimento do corpo. A extremidade dos cerata contêm nematocistos que podem infligir picadas dolorosas em humanos. Os grossos rinóforos e os longos tentáculos cefálicos apresentam pelo menos duas vistosas bandas de coloração azul escuro. Os espécimes jovens são muito mais curtos, têm menos cerata, e são frequentemente confundidos com outras espécies de nudibrânquios.
O corpo é translucente, com coloração que varia de azul a acastanhado, mas são os cerata, cuja cor varia de púpura escuro a gastanho dourado, que dão a estes nudibrânquios a sua coloração distinta. Ocorrem morfos com diferentes colorações, não sendo incomuns os espécimes de cor verde. Parte da variabilidade observada na coloração corporal deve-se à presença de zooxantelas, organismos fotossintéticos que vivem como endossimbiontes nos tecidos do animal.
As zooxantelas (entre as quais predominam os diniflagelados do género Symbiodinium), continuam a sua actividade fotossintética no interior do corpo translúcido da lesma-do-mar, aparecendo como pigmentos acastanhados ou esverdeados na pele do animal. As zooxantelas, e também os nematocistos, parecem resultar da ingestão de celenterados que já os conteriam nos seus tecidos. As zooxantelas instalam-se em vacúolos que se formam na célula hospedeira a partir da sua endoderme.
Através da relação endossimbiótica com os protistas unicelulares formadores das zooxantelas, esta lesma-do-mar desenvolveu a habilidade de suplementar a componente energética da sua dieta com a captação de radiação solar que é transformada em açúcares e outros compostos orgânicos pelos simbiontes formadores das zooxantelas. A origem destas parece ser a ingestão de hidróides que contêm as zooxantelas simbióticas. Após a ingestão, as zooxantelas são "cultivadas" em divertículos do seus sistema digestivo. As zooxantelas convertem a energia da radiação solar em açúcares, os quais são uados pelo nudibrânquio, que em troca fornece dióxido de carbono e nutrientes.